# Bowie County
Bowie County je okres na severovýchodě státu Texas v USA. K roku 2010 zde žilo 92 565 obyvatel. Oficiálním správním městem okresu je Boston, ale okresní soud se nachází ve městě New Boston. Celková rozloha okresu činí 2 391 km².